# Metadelta pulvereata
Metadelta pulvereata är en fjärilsart som beskrevs av George Francis Hampson. Metadelta pulvereata ingår i släktet Metadelta och familjen nattflyn. Inga underarter finns listade i Catalogue of Life.